# Площа зірок (Москва)
Площа Зірок (рос. Площадь Звёзд Эстрады) — майданчик перед Державним Центральним концертним залом «Росія» (Москва), де на алеї зірок встановлені пам'ятні знаки на честь видатних діячів естрадного мистецтва.

## Опис
«Площа Зірок» знаходиться алея в Тверському районі Москви біля Москворецької набережної, в центрі Москви, з боку Заряддя. На «Площі Зірок» увічнені імена найвидатніших представників російської масової культури (О. Вертинський, В. Ободзинський, Л. Дербеньов, В. Козін, І. Юр'єва,  Л. Утьосов, А. Баянова, В. Висоцький, В. Цой, В. Мулявін, В. Леонтьєв, Ю. Антонов, М. Кристалінська, І. Понаровська та баг. ін.).
Першими іменними табличками обзавелися співак Валерій Леонтьєв, поет-пісняр Ілля Рєзнік і композитор Ігор Крутой. Група "На-На" була удостоєна зірки разом з її творцем Барі Алібасовим. З цього приводу Державне телебачення Росії зняло три телепрограми.
Серед перших володарів "зірок" — народна артистка РФ співачка Гелена Великанова, виконавиця романсів Алла Баянова, радянські телеведучі, танцюристи, хореографи та інші.
У 2003-му році було встановлено зірку Володимиру Мулявіну та ансамблю "Песняры", у вересні 2004-го — народному артисту Росії Георгію Гараняну. У 2005 році — народній артистці Казахстану Розі Римбаєвій. У червні 1996 року — народна артистка РФ Ізабелла Юр'єва.
У травні 2003 року з'явилася іменна зірка знаменитої польської співачки Анни Герман, приурочена до її 65-річчя.
У 2005 році, під час демонтажу комплексу будівель у кварталі Зарядья, площу Зірок естради тимчасово закрили, до закінчення комплексної реконструкції цієї території. У 2006 році ДЦКЗ «Росія» переїхав до палацу спорту "Лужники", а також почалися роботи з демонтажу готелю "Росія", після чого площа виявилася фактично втраченою. Існували плани з відновлення площі на території парку "Заряддя".
Зірки на площі зірок
| - Марк Бернес - 1993 рік - Леонід Утьосов - 1993р - Володимир Висоцький - 1993р - Клавдія Шульженко - 1993р - Лідія Русланова - 1993р - Ізабелла Юр'єва - 1993 рік - Вадим Козін - 1993р - Віктор Цой - 1993 рік - Борис Брунов - 1997р - Юрій Антонов - 1997р - Ірина Понаровська - 1997р - Махмуд Есамбаєв - 1997р - Валерій Леонтьєв - 1998р - Олександр Цфасман - 1998р - Микита Богословський - 1998р - Едіта П'єха - 1998 рік - Олександр Вертинський - 1998р - Володимир Винокур - 1998р - В'ячеслав Добринін - 1998р - Гелена Веліканова - 1998р - Ігор Крутой - 1998р - Микола Сліченко - 1998р - Василь Соловйов-Сєдой - 1998р - Михайло Таніч - 1998р - Ілля Рєзнік - 1998р - «На-На» - 1998 рік - Ансамбль МВС - 1998р - Йоаким Шароєв - 1998р - Борис Краснов - 1998р - Петро Лещенко - 1998р - Марія Миронова і Олександр Менакер - 1999 рік - Андрій Миронов - 1999р - Лев Лещенко - 1999р - Оскар Фельцман - 1999 рік - Олександр Малінін - 1999р - Вахтанг Кікабідзе - 1999р - Олег Газманов - 1999р - Ігор Лученок - 1999р - Ансамбль "Орера" - 1999р - Полад Бюльбюлоглу - 2000р - Людмила Рюміна - 2000р - Аркадій Райкін - 2001р - Володимир Мулявін та ансамбль "Песняри" - 2001р - Хор П'ятницького - 2001р | - Олег Лундстрем - 2001р - Нані Брегвадзе - 2001р - Євген Мартинов - 2001р - Арно Бабаджанян - 2001р - Андрій Петров - 2001р - Валерій Ободзінський - 2002р - Олександр Зацепін - 2002р - Майя Кристалінська - 2002р - Юрій Саульський - 2002р - Леонід Дербеньов - 2002р - Андрій Дементьєв - 2002р - Володимир Мігуля - 2002р - Олександр Александров - 2003р - Матвій Блантер - 2003р - Анатолій Новіков - 2003р - Софія Ротару - 2003р - Анна Герман - 2003р - Алла Баянова - 2003р - Анатолій Кроль - 2003р - Володимир Трошин - 2003р - Едуард Колмановський - 2003р - Аркадій Островський - 2004р - Євген Крилатов - 2004р - Олександр Морозов - 2004р - Михайло Фінберг - 2004р - Юрій Візбор - 2004р - Георгій Гаранян - 2004р - Тамара Міансарова - 2004р - Ірина Аллегрова - 2004р - Ігор Бриль - 2004р - Роза Римбаєва - 2005р - Максим Дунаєвський - 2005р - Марк Фрадкін - 2005 рік - Борис Мокроусов - 2005р - Серафим Туліков - 2005р - Олександр Журбін - 2005р - Шоу-група "Доктор Ватсон" - 2005 рік - Євген Птічкін - 2005р - Сябри - 2006р - Шандор - Ігор Юнг - Едуард Смольний - Лев Ошанін - Юрій Силантьєв - Московський комсомолець - Європа плюс |